# Campionat del Món d'halterofília
El Campionat del món d'halterofília és la màxima competició d'halterofília a nivell internacional. És organitzat des de 1891 per la Federació Internacional d'Halterofília (IWF). Des de 1946 es porta a terme anualment a excepció dels anys en què es realitzen Jocs Olímpics. El primer campionat amb presència femenina va tenir lloc el 1987, però en diferent seu. A partir de 1991 es realitzen paral·lelament i a la mateixa seu.

## Format
Des del 2018 les categories en què es competeix són 20, 10 de masculines i 10 de femenines:
- Categories masculines: 55 kg, 61 kg, 67 kg, 73 kg, 81 kg, 89 kg, 96 kg, 102 kg, 109 kg i +109 kg.
- Categories femenines: 45 kg, 49 kg, 55 kg, 59 kg, 64 kg, 71 kg, 76 kg, 87 kg i +87 kg.

## Competicions

### Masculina
| Núm.    | Any  | Data                    | Seu                                | # Atletes | # Països |
| ------- | ---- | ----------------------- | ---------------------------------- | --------- | -------- |
| I       | 1891 | 28 març                 | Londres, Regne Unit                | 7         | 6        |
| II      | 1898 | 31 juliol – 1 agost     | Viena, Àustria-Hongria             | 11        | 3        |
| III     | 1899 | 4–5 abril               | Milà, Itàlia                       | 5         | 3        |
| IV      | 1903 | 1–3 octubre             | París, França                      | 18        | 5        |
| V       | 1904 | 18 abril                | Viena, Àustria-Hongria             | 13        | 4        |
| VI      | 1905 | 8–10 abril              | Berlín, Alemanya                   | 41        | 4        |
| VII     | 1905 | 11–13 juny              | Duisburg, Alemanya                 | 7         | 2        |
| VIII    | 1905 | 16 & 30 desembre        | París, França                      | 16        | 1        |
| IX      | 1906 | 18 març                 | Lilla, França                      | 33        | 4        |
| X       | 1907 | 19 maig                 | Frankfurt, Alemanya                | 23        | 3        |
| XI      | 1908 | 8–9 desembre            | Viena, Àustria-Hongria             | 23        | 2        |
| XII     | 1909 | 3 octubre & 2 desembre  | Viena, Àustria-Hongria             | 23        | 3        |
| XIII    | 1910 | 4–6 juny                | Düsseldorf, Alemanya               | 57        | 5        |
| XIV     | 1910 | 9–10 octubre            | Viena, Àustria-Hongria             | 15        | 2        |
| XV      | 1911 | 29–30 abril             | Stuttgart, Alemanya                | 36        | 3        |
| XVI     | 1911 | 13–14 maig              | Berlín, Alemanya                   | 27        | 2        |
| XVII    | 1911 | 26 juny                 | Dresden, Alemanya                  | 21        | 3        |
| XVIII   | 1911 | 29 juny – 2 juliol      | Viena, Àustria-Hongria             | 32        | 3        |
| XIX     | 1913 | 28–29 juliol            | Breslau, Alemanya                  | 40        | 4        |
| XX      | 1920 | 4–8 setembre            | Viena, Àustria                     | 74        | 4        |
| XXI     | 1922 | 29–30 abril             | Tallinn, Estònia                   | 33        | 4        |
| XXII    | 1923 | 8–9 setembre            | Viena, Àustria                     | 76        | 7        |
| XXIII   | 1937 | 10–12 setembre          | París, França                      | 50        | 10       |
| XXIV    | 1938 | 21–23 octubre           | Viena, Alemanya                    | 38        | 11       |
| XXV     | 1946 | 18–19 octubre           | París, França                      | 79        | 13       |
| XXVI    | 1947 | 26–27 setembre          | Filadèlfia, Estats Units           | 39        | 12       |
| XXVII   | 1949 | 4–6 setembre            | Scheveningen, Països Baixos        | 38        | 13       |
| XXVIII  | 1950 | 13–15 octubre           | París, França                      | 56        | 17       |
| XXIX    | 1951 | 26–28 octubre           | Milà, Itàlia                       | 62        | 14       |
| XXX     | 1953 | 26–30 agost             | Estocolm, Suècia                   | 70        | 19       |
| XXXI    | 1954 | 7–10 octubre            | Viena, Àustria                     | 100       | 23       |
| XXXII   | 1955 | 12–16 octubre           | Múnic, Alemanya Occidental         | 108       | 25       |
| XXXIII  | 1957 | 8–12 novembre           | Tehran, Iran                       | 76        | 21       |
| XXXIV   | 1958 | 16–21 setembre          | Estocolm, Suècia                   | 96        | 27       |
| XXXV    | 1959 | 29 setembre – 4 octubre | Varsòvia, Polònia                  | 85        | 19       |
| XXXVI   | 1961 | 20–25 setembre          | Viena, Àustria                     | 120       | 33       |
| XXXVII  | 1962 | 16–22 setembre          | Budapest, Hongria                  | 113       | 27       |
| XXXVIII | 1963 | 16–22 setembre          | Estocolm, Suècia                   | 134       | 32       |
| XXXIX   | 1964 | 11–18 octubre           | Tòquio (Japó)                      | 149       | 42       |
| XL      | 1965 | 27 octubre – 3 novembre | Tehran, Iran                       | 85        | 24       |
| XLI     | 1966 | 15–21 octubre           | Berlín de l'Est, Alemanya Oriental | 117       | 28       |
| XLII    | 1968 | 13–19 octubre           | Ciutat de Mèxic, Mèxic             | 160       | 55       |
| XLIII   | 1969 | 20–28 setembre          | Varsòvia, Polònia                  | 166       | 37       |
| XLIV    | 1970 | 12–20 setembre          | Columbus, Estats Units             | 129       | 28       |
| XLV     | 1971 | 18–26 setembre          | Lima, Perú                         | 144       | 30       |
| XLVI    | 1972 | 27 agost – 6 setembre   | Múnic, Alemanya Occidental         | 188       | 54       |
| XLVII   | 1973 | 15-23 setembre          | L'Havana, Cuba                     | 189       | 39       |
| XLVIII  | 1974 | 21–29 setembre          | Manila, Filipines                  | 143       | 32       |
| XLIX    | 1975 | 15-23 setembre          | Moscou, Unió Soviètica             | 169       | 33       |
| L       | 1976 | 18–27 juliol            | Mont-real, Canadà                  | 173       | 46       |
| LI      | 1977 | 17–25 setembre          | Stuttgart, Alemanya Occidental     | 186       | 44       |
| LII     | 1978 | 4–8 octubre             | Gettysburg, Estats Units           | 185       | 35       |
| LIII    | 1979 | 3–11 novembre           | Thessaloniki, Grècia               | 189       | 39       |
| LIV     | 1980 | 20–30 juliol            | Moscou, Unió Soviètica             | 173       | 40       |
| LV      | 1981 | 13–20 setembre          | Lilla, França                      | 194       | 35       |
| LVI     | 1982 | 18–26 setembre          | Ljubljana, Iugoslàvia              | 205       | 38       |
| LVII    | 1983 | 22–31 octubre           | Moscou, Unió Soviètica             | 187       | 32       |
| LVIII   | 1984 | 29 juliol – 8 agost     | Los Angeles, Estats Units          | 187       | 48       |
| LIX     | 1985 | 23 agost – 1 setembre   | Södertälje, Suècia                 | 195       | 38       |
| LX      | 1986 | 8–15 novembre           | Sofia, Bulgària                    | 193       | 41       |
| LXI     | 1987 | 6–13 setembre           | Ostrava, Txecoslovàquia            | 168       | 29       |
| LXII    | 1989 | 16–23 setembre          | Atenes, Grècia                     | 220       | 37       |
| LXIII   | 1990 | 10–18 novembre          | Budapest, Hongria                  | 182       | 38       |

- Els campionats celebrats durant els Jocs Olímpics d'Estiu de 1964, 1968, 1972, 1976, 1980 i 1984 es consideren campionats mundials de l'aixecament de peses de l'any corresponent.

### Femenina
| Núm. | Any  | Data                    | Seu                         | # Atletes | # Països |
| ---- | ---- | ----------------------- | --------------------------- | --------- | -------- |
| I    | 1987 | 30 octubre – 1 novembre | Daytona Beach, Estats Units | 100       | 22       |
| II   | 1988 | 2–4 desembre            | Jakarta, Indonèsia          | 103       | 23       |
| III  | 1989 | 24–26 novembre          | Manchester, Regne Unit      | 133       | 25       |
| IV   | 1990 | 26 maig – 3 juny        | Sarajevo, Iugoslàvia        | 109       | 25       |

### Combinats
| Núm.    | Núm.   | Any  | Data                     | Seu                                 | Homes      | Homes    | Dones      | Dones    |
| H       | D      | Any  | Data                     | Seu                                 | # Athletes | # Països | # Athletes | # Països |
| ------- | ------ | ---- | ------------------------ | ----------------------------------- | ---------- | -------- | ---------- | -------- |
| LXIV    | V      | 1991 | 27 setembre – 6 octubre  | Donaueschingen, Alemanya            | 200        | 40       | 108        | 24       |
| —       | VI     | 1992 | 16–24 maig               | Varna, Bulgària                     | —          | —        | 110        | 25       |
| LXV     | VII    | 1993 | 11–21 novembre           | Melbourne, Austràlia                | 195        | 57       | 94         | 25       |
| LXVI    | VIII   | 1994 | 17–27 novembre           | Istanbul, Turquia                   | 242        | 52       | 105        | 30       |
| LXVII   | IX     | 1995 | 16–26 novembre           | Guangzhou, Xina                     | 345        | 63       | 93         | 26       |
| —       | X      | 1996 | 3–11 maig                | Varsòvia, Polònia                   | —          | —        | 102        | 24       |
| LXVIII  | XI     | 1997 | 6–14 desembre            | Chiang Mai, Tailàndia               | 189        | 51       | 143        | 39       |
| LXIX    | XII    | 1998 | 10–15 novembre           | Lahti, Finlàndia                    | 210        | 53       | 122        | 35       |
| LXX     | XIII   | 1999 | 21–28 novembre           | Atenes, Grècia                      | 395        | 79       | 231        | 51       |
| LXXI    | XIV    | 2001 | 4–11 novembre            | Antalya, Turquia                    | 153        | 47       | 114        | 34       |
| LXXII   | XV     | 2002 | 18–26 novembre           | Varsòvia, Polònia                   | 170        | 47       | 115        | 37       |
| LXXIII  | XVI    | 2003 | 14–22 novembre           | Vancouver, Canadà                   | 297        | 59       | 208        | 47       |
| LXXIV   | XVII   | 2005 | 9–17 novembre            | Doha, Qatar                         | 169        | 58       | 112        | 42       |
| LXXV    | XVIII  | 2006 | 30 setembre – 7 octubre  | Santo Domingo, República Dominicana | 298        | 58       | 186        | 39       |
| LXXVI   | XIX    | 2007 | 17–26 setembre           | Chiang Mai, Tailàndia               | 355        | 70       | 225        | 53       |
| LXXVII  | XX     | 2009 | 20–29 novembre           | Goyang, Corea del Sud               | 196        | 57       | 133        | 38       |
| LXXVIII | XXI    | 2010 | 17–26 setembre           | Antalya, Turquia                    | 312        | 63       | 203        | 50       |
| LXXIX   | XXII   | 2011 | 5–13 novembre            | París, França                       | 307        | 75       | 212        | 61       |
| LXXX    | XXIII  | 2013 | 20–27 octubre            | Wrocław, Polònia                    | 168        | 49       | 124        | 37       |
| LXXXI   | XXIV   | 2014 | 8–16 novembre            | Almaty, Kazakhstan                  | 307        | 62       | 219        | 51       |
| LXXXII  | XXV    | 2015 | 20–28 novembre           | Houston, Estats Units               | 324        | 76       | 261        | 72       |
| LXXXIII | XXVI   | 2017 | 28 novembre – 5 desembre | Anaheim, Estats Units               | 176        | 54       | 139        | 44       |
| LXXXIV  | XXVII  | 2018 | 1–10 novembre            | Ashgabat, Turkmenistan              | 283        | 71       | 321        | 75       |
| LXXXV   | XXVIII | 2019 | 16–25 setembre           | Pattaya, Tailàndia                  |            |          |            |          |
| LXXXVI  | XXIX   | 2021 |                          | Lima, Perú                          |            |          |            |          |
| LXXXVII | XXX    | 2022 |                          | TBD                                 |            |          |            |          |